# 蕭機
蕭 機（しょう き、499年 - 528年）は、南朝梁の皇族。安成煬王。字は智通。

## 経歴
安成康王蕭秀の子として生まれた。容姿が美しく、博学強記であった。天監2年（503年）、安成国世子に立てられた。天監6年（507年）、寧遠将軍・会稽郡太守に任じられた。召還されて給事中となった。普通元年（520年）、安成郡王の封を嗣いだ。この年のうちに太子洗馬となり、中書侍郎に任じられた。普通2年（521年）、明威将軍・丹陽尹に転じた。普通3年（522年）、持節・都督湘衡桂三州諸軍事・寧遠将軍・湘州刺史として出向した。州にあっては収奪が多く、たびたび弾劾を受けた。
大通2年（528年）、湘州で死去した。享年は30。諡は煬といった。詩賦数千篇を残し、元帝がかれの文集に序文を書いた。
子の蕭操が後を嗣いだ。

## 伝記資料
- 『梁書』巻22 列伝第16
- 『南史』巻52 列伝第42